# When I'm Alone I Cry
When I'm Alone I Cry studijski je album američkog glazbenika Marvina Gayea, koji izlazi u travnju 1964. godine. Ovaj materijal je još jedan pokušaj da se Gaye prikaže kao jazz pjevač. Prvom čovjeku Motowna, Berrjyu Gordyju, nije previše stalo da Gaye postane jazz izvođačem, niti da izvodi takve koncerte.
After When I'm Alone I Cry kada je objavljen bio je vrlo neuspješan i Gaye je shvatio da se treba okrenuti snimanju drugih žanrova kao što su R&B i soul. Do kraja desetljeća postao je jedan od najprodavanijih izvođača i najboljih glazbenika soul glazbe.

## Popis pjesama
1. "You've Changed"
2. "I Was Telling Her About You"
3. "I Wonder"
4. "I'll Be Around"
5. "Because of You"
6. "I Don't Know Why"
7. "I've Grown Accustomed to Her Face"
8. "When Your Lover Has Gone"
9. "When I'm Alone I Cry"
10. "If My Heart Could Sing"

## Vanjske poveznice
- Discogs.com - Marvin Gaye - When I'm Alone I Cry